# Ingrid Hornef

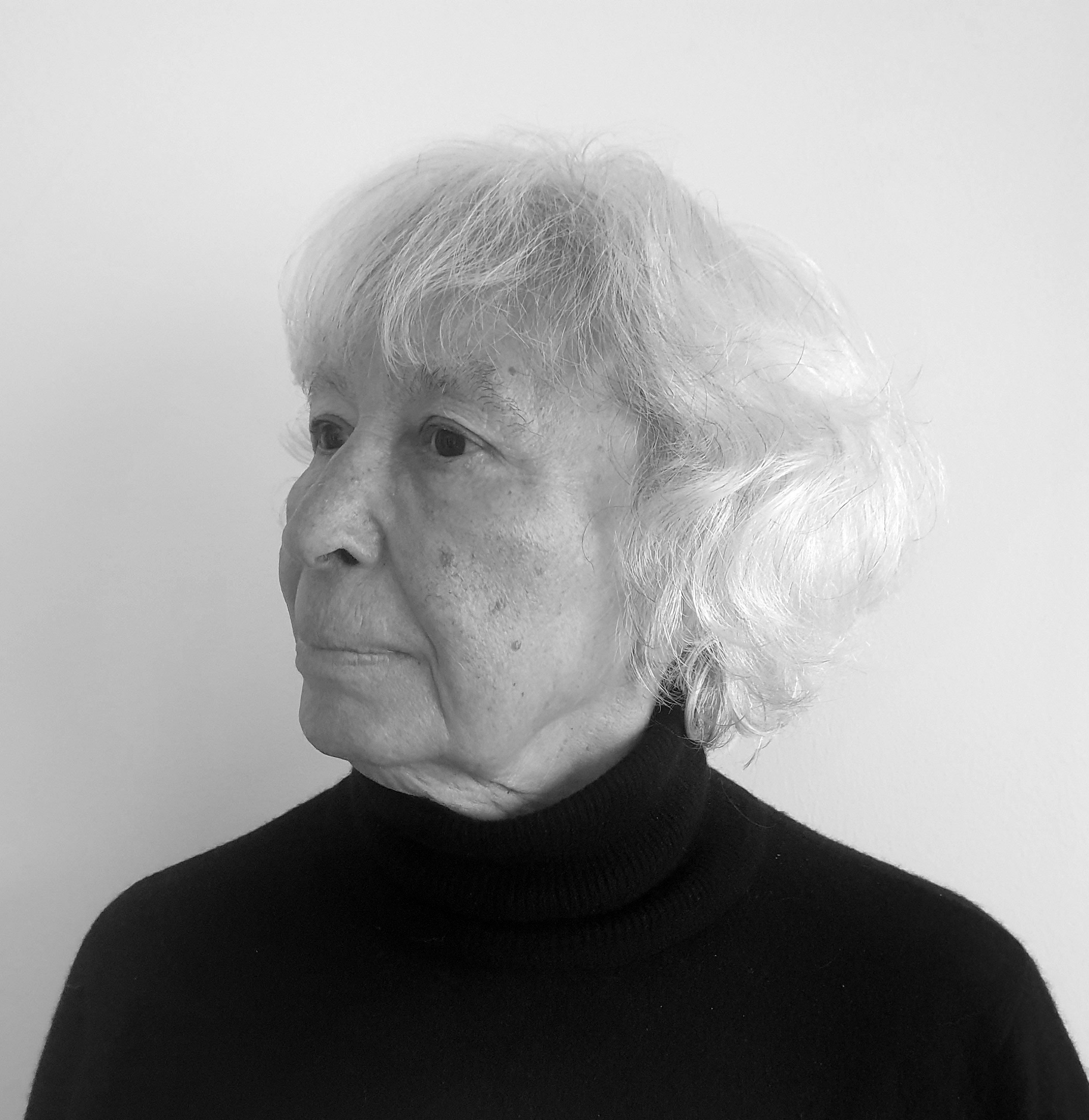
Ingrid Hornef

Ingrid Hornef (* 12. August 1940 in Friedberg) ist eine deutsche Bildhauerin, Installationskünstlerin, Kuratorin und Malerin. Sie ist eine Vertreterin der Konkreten Kunst und wurde vor allem bekannt durch Verwendung eines Würfels als Zufallsgenerator in ihrer Werkreihe Alea iacta est (lateinisch für Der Würfel ist gefallen).

## Leben
Ingrid Hornef eignete sich ihre fachliche Kompetenz als Autodidaktin an und eröffnete 1985 ihr eigenes Atelier. In ihrer Anfangszeit beschäftigte sie sich vor allem mit Gefäßkeramik und besuchte 1984 und 1985 Keramikkurse bei dem bekannten japanischen Keramikkünstler Takeshi Yasuda. 1992 nahm sie an Workshops von Mária Geszler Garzuly in Kecskemét in Ungarn teil.
Neben ihrer Tätigkeit als Künstlerin ist Hornef auch als Kuratorin tätig. 2002 initiierte sie die temporäre Skulpturenmeile Land schafft Kunst im Rahmen des Regionalparks Rhein-Main zwischen Hochheim-Massenheim und Wiesbaden-Delkenheim. Typisch für die Gegend ist eine Industrielandschaft mit scheinbar intakter Natur, gleichzeitig gibt es dort aber Hochhäuser und Hochspannungsleitungen, die das Bild prägen. Hornef lud 21 Künstler ein, ihre Werke speziell für diesen Ort zu verwirklichen.
Im Juli 2019 organisierte Hornef zusammen mit der Stadtverordneten Annette Courtis, die griechische Wurzeln hat und die ebenso wie Hornef in Hofheim am Taunus wohnt, ein deutsch-griechisches Erinnerungs- und Friedensprojekt zum Zweiten Weltkrieg unter dem Titel Brücken schlagen. In Chouni, Griechenland, schufen 16 deutsche und griechische Künstler und Künstlerinnen unter der Leitung von Hornef Kunstwerke aus Sandstein, in denen sie sich mit der Geschichte Chounis auseinandersetzten. Der Ort war 1944 von den deutschen Soldaten fast vollständig niedergebrannt worden. Parallel dazu fanden Vorträge zu den Auswirkungen des Zweiten Weltkrieges in Griechenland statt. Die entstandenen Skulpturen wurden dauerhaft auf dem Dorfplatz in Chouni aufgestellt. Im Juli 2021 fand ein entsprechender Workshop in Hofheim statt, bei dem wieder Hornef die Leitung übernahm. Auch hier formten die eingeladenen deutschen und griechischen Künstler und Künstlerinnen Kunstwerke, in denen sie sich mit dem geschichtlichen Hintergrund der Zeit beschäftigten. Eine Jury wählte zehn Skulpturen aus, die dauerhaft als Friedenspfad in der Nähe des Ehrenmals für gefallene Soldaten der beiden Weltkriege aufgestellt wurden. Der Bürgermeister der Stadt Hofheim, Christian Vogt, würdigte das Engagement der beiden Initiatorinnen: „Der Friedenspfad am Ehrenmal soll uns mahnen, das schreckliche Kapitel der deutschen Geschichte nicht zu vergessen, soll aber auch zeigen, dass wir entstandene Gräben zwischen unseren Völkern heute überwinden und gemeinsam ein neues Kapitel aufschlagen können“, so Vogt.
2022 kuratierte Hornef zusammen mit Veronika Rodenberg die Ausstellung Art Concret im Museum Modern Art in Hünfeld. 26 Künstler aus Frankreich, die alle Mitglieder der Künstlervereinigung Salon des Réalités Nouvelles in Paris sind, zeigten einen Überblick über aktuelle Tendenzen in der Konkreten Kunst.
Ingrid Hornef lebt und arbeitet sowohl in Bages in Südfrankreich als auch in Hofheim. Sie ist Mitglied der Gruppe konkret und des Salon des Réalités Nouvelles in Paris.

## Zum künstlerischen Werk
Im Verlauf ihrer langjährigen künstlerischen Tätigkeit hat Hornef mit einer Vielzahl an unterschiedlichen Materialien gearbeitet: Ton, Holz, Metall, Stein usw. Farbe wird zur Akzentuierung der Flächen eingesetzt, dabei arbeitet die Künstlerin häufig mit Schwarz-Weiß-Kontrasten. Die Hinwendung zur Konkreten Kunst kann dabei grob an der jeweiligen Arbeitsphase mit spezifischen Werkstoffen abgelesen werden. Seit 2002 konzentriert sich die Künstlerin auf die Werkreihe Alea iacta est, bei der sie Elemente der jeweiligen Arbeit mithilfe eines Würfels als Zufallsgenerator bestimmt.

### Zu den Tonarbeiten
In der Werkreihe der Schnürungen (circa 1990–1997) wendet Hornef sich zum ersten Mal der Abstraktion zu. Statt figürlicher Keramik finden sich nun abstrakte Objekte, die entfernt an menschliche Gestalten erinnern. Hornef formte Tonröhren, die sie mithilfe eines Seiles einschnürte, und so bestimmte, welche Form die Röhre annehmen sollte. Hierbei hatten bereits Faktoren Einfluss auf die entstehende Form, welche die Künstlerin nicht kontrollieren konnte: „Es kann zum willkürlichen Ausbruch kommen, zum Reißen des Tons, zum Knicken, zum weichen Biegen und sanften Beugen. Beim anschließenden Brennvorgang spielen die Höhe der Temperatur, eine eventuelle Reduktion und die verschiedenen Oberflächenbehandlungen eine entscheidende Rolle.“

### Zu ihren Stein-Skulpturen
Bis ungefähr 2006 konzentrierte sich die Künstlerin auf die Herstellung von großen und kleineren Steinskulpturen. Für die großen Arbeiten verwendete Hornef meistens Sandstein, kleinere Skulpturen wurden aus Tuffstein geschaffen. Erstes größeres Projekt war die Skulptur Schauaufsland (1999) für den sogenannten Panoramaweg des Regionalparks Rhein-Main. Der eigentlich Landwehrweg betitelte Abschnitt des Regionalparks wird wegen seiner guten Aussicht auch Panoramaweg genannt. Er liegt zwischen Flörsheim-Wicker und Bad Weilbach.
Das Konzept des Regionalparks aufgreifend, wonach u. a. Kunstwerke das Rhein-Main-Gebiet für die Bewohner attraktiver machen sollten, wurden im Rahmen eines internationalen Bildhauersymposiums fünf Steinskulpturen von Künstlern geschaffen, die in der Landschaft verblieben. Gearbeitet wurde vor Ort in der Öffentlichkeit, so dass Interessierte die Stelle besuchen und mit den Künstlern ins Gespräch kommen konnten. Ingrid Hornef arbeitete mit einem Sandstein, der 12 Tonnen wog und 2,85 Meter hoch war.
Im Jahr 2000 schuf sie im Rahmen des Projekts Das Archäologische Spessart-Projekt in Aschaffenburg die Sandsteinskulptur Geschwisterpaar für das Jagdschloss Rohrbrunn im Landkreis Aschaffenburg, in der sie Bezug auf eine lokale Sage nahm: Zwei Geschwister hätten beim Spielen einen Kessel mit Gold gefunden, und als sie versuchten, ihn zu bergen, sei er wieder verschwunden. Der massive Stein ist oben zweigeteilt, so die beiden Geschwister andeutend. Die Schale (der Topf) ruht auf den beiden angedeuteten Köpfen der Geschwister. Gemeinsam ist allen großen Skulpturen der Künstlerin die abstrahierte, blockhafte Gestaltung: „Offensichtlich ist das Interesse der Künstlerin an einer soliden, blockhaft vereinfachten Körperform – auch hier eine Verwandtschaft zu archaischen Kulturen – und das Gefühl für große Flächen als Begrenzung eines kompakten Volumens. Monumental, formal streng, konzessionslos abstrakt, stellen die Arbeiten hohe Anforderungen an den Betrachter.“

### Zu den Reliefs
Bereits Mitte der 1990er Jahre wandte sich Hornef der Konkreten Kunst zu und thematisierte in ihren Werken ausschließlich noch die Linie, Fläche und Raum. Nun erstellt sie Reliefs. Intuitive Bleistiftzeichnungen der Künstlerin bilden die Basis dieser Arbeiten. Trägermaterial sind MDF-Holzplatten. Sie werden von der Künstlerin mit Bohrungen versehen und in Schwarz oder Weiß bemalt. Holzdübel und Zahnstocher, die in die Bohrungen eingeführt werden, erzeugen die Linienführung. Auch die Holzdübel und Zahnstocher werden bemalt, um den Schwarz-Weiß-Kontrast zu erzeugen: „Weiße Holzdübel instrumentieren die schwarz gehaltenen Flächen. Kleinen Steckern nicht unähnlich, sitzen sie an den Eckpunkten einer feinen weißen Linie, die wie in einem Schaltplan einen streng horizontal-vertikalen, jedoch auf und ab mäandernden Weg von links nach rechts über das gesamte Werk legt. Was hier deutlich wird, gilt auch für das spätere Werk der Künstlerin: Eine streng systematisch wirkende Anordnung von Waagerechten, Senkrechten – später auch von Diagonalen und Leerstellen – bestimmt den Gesamteindruck des Werks, instrumentiert durch einen binären Schwarz-Weiß-Kontrast.“

### Zur Anwendung des Zufalls in ihrer Kunst
Viele Künstler der Konkreten Kunst nutzen den Zufall als ein Element ihres künstlerischen Schaffens. Indem der Zufall die Rolle der Entscheidungen bezüglich der Gestaltung eines Werkes übernimmt, befreit er den Künstler davon, eigene Befindlichkeiten in seinem Werk auszudrücken, und ermöglicht ihm, stattdessen objektive Kunst zu gestalten. Auch Ingrid Hornef ist vom Zufall fasziniert: „Zufall bedeutet für mich eine Befreiung subjektiver und emotionaler Elemente zugunsten objektiver Prozesse. Zufall ist nicht Willkür. Er unterliegt seinen Bedingungen und dazu gehört, dass ich sein Resultat anerkenne. Ähnlich einem wissenschaftlichen Verfahren versuche ich Antworten auf unser begrenztes Wissen über den Zufall zu finden, den weiten Raum des Möglichen. Im Laufe der Zeit wurde die Frage ‚Was ist Zufall‘ immer wichtiger für mich.“
Seit 2002 widmet sich Hornef ausschließlich der Erforschung dieses Phänomens. Ausdruck dessen ist ihre Werkreihe Alea iacta est, die sie ständig erweitert, wobei ein gewöhnlicher Würfel zum Einsatz kommt. Nicht nur Gemälde, sondern auch Reliefs und dreidimensionale Objekte entstehen. Auch für die räumliche Installation Mikado im Skulpturen im Park in Mörfelden nutzte sie den Würfel als Zufallsgenerator: Die 20 Rundhölzer von drei Meter Länge waren jeweils in sechs Segmente unterteilt, und Hornef ließ den Würfel entscheiden, welche davon schwarz bemalt werden sollten. Bei ihren anderen Werken beginnt sie mit einer MDF-Platte, die sie schwarz oder weiß bemalt, und nutzt Bohrungen, Zahnstocher und Holzdübel zur Strukturierung der Werke. In einer Art gelenkten Zufalls bestimmt Hornef die Basisregeln des Werkes, wie z. B. die Maße der Bilder, die Linienführung (horizontal, vertikal oder diagonal), und auch die Kriterien für die zu erwürfelnden Elemente. Meistens arbeitet die Künstlerin mit quadratischen Bildtafeln, auf die sie mit Bleistift ein Quadratraster zeichnet, das sichtbar bleibt. Bemerkenswert ist, dass die Künstlerin indirekt selbst die Technik zur Entschlüsselung der Werke liefert, indem sie den Zufall als Medium ihrer Arbeit thematisiert.
Albrecht Beutelspacher erklärt dies anhand des Werkes Objekt 274: „Konzentriert man sich auf die horizontalen Linien oben links im Bild, erschließt sich, welche Augenzahlen gefallen sind: Die erste horizontale Linie unter dem Quadrat zeigt an, dass eine Eins gefallen ist. Bei den folgenden vier Quadraten fehlt der untere waagerechte Strich: die vier fehlenden Linien veranschaulichen, dass eine Vier gefallen ist. Darauf folgen zwei weitere waagerechte Linien, die für die Augenzahl Zwei stehen. Es folgen eine Zwei für die Leerräume, eine Sechs für sichtbare waagerechte Linien und so fort. […] Es ist schwer zu erkennen, aber beachtlich, dass Ingrid Hornef 118-mal den Würfel werfen musste, bis das Bild fertig war.“
So entstehen streng geometrische Bildwerke, die an Schaltpläne oder Wegenetze erinnern. Birgit Möckel bilanziert: „Was auf den ersten Blick als geheimnisvoller Code eines noch nicht entschlüsselten Systems erscheint, ist die ganz konkrete Dokumentation des Zufalls.“

## Einzelausstellungen (Auswahl)
- 2008: Alea iacta est,[25] Forum Konkrete Kunst Erfurt
- 2014: Alea iacta est, Kunstverein Bellevue-Saal,[26] Wiesbaden
- 2018: Ingrid Hornef – Ordnung: Nichts als Zufall,[27] Museum Mathematikum, Gießen
- 2020: Zeitgleich: Spielfelder des Zufalls,[28] Stadtmuseum Hofheim am Taunus, Hofheim
- 2022: Alea iacta est, LAC, Lieu d’Art Contemporain,[29] Sigean, Frankreich
- 2024: Alea iacta est,[30] Galerie Leonhard, Graz, Österreich

## Ausstellungsbeteiligungen (Auswahl)
- 2008: Rationale II,[31] Frauenmuseum, Bonn
- 2008: Ein Jahr: 31 Positionen – 30 Räume. Museum Modern Art Hünfeld
- 2009: Figürlich, Abstrakt, Konkret: Grenzgänger der Konkreten Kunst,[32] Künstlerforum Walkmühle, Wiesbaden [2009], DNB 1106865693.
- 2009: Kunst geht in die Stadt – 90 Jahre Bauhaus. Hommage an eine Gründergeneration zum Bauhausjahr 2009,[33] Forum Konkrete Kunst Erfurt
- 2011: Positionen – 30 Jahre gruppe konkret,[34] Kunstforum, Bonn
- 2012: Rationale III – Raum und Bau,[35] Frauenmuseum, Bonn
- 2013: Die Kunst geht in die Stadt,[36] Kunsthaus Rehau, IKKP (Institut für konstruktive Kunst und Konkrete Poesie) Rehau
- 2014: Zum Zufall,[37] Kunstverein Potsdam
- 2016: Rythme et Géometrie,[38] Musée Bertrand, Frankreich
- 2017: Gäste Konkret,[39] Sammlung Schroth, Hellweg Konkret, Soest
- 2018: Gruppenausstellung der Nominierten zum 5. Internationalen André-Evard-Preis, Kunsthalle Messmer, Riegel am Kaiserstuhl
- 2018: Exhibition Paris V City Hall,[40] European Society for Mathematics and Art (ESMA), Paris, Frankreich
- 2019–2022 andauernd Ausstellungsbeteiligungen im Salon des Réalités Nouvelles, Paris, Frankreich
- 2019: Cinétique, (Wanderausstellung u. a. in Paris, Budapest, Wien, Kranj, Stoffen und München (Üblacker-Häusl))[41]
- 2021: 40 Jahre Gruppe Konkret,[42] Kunstforum Bonn
- 2021: Von Gebliebenen und Heimkehrern,[43] Kunstverein Friedberg, Friedberg
- 2022: Small Structures,[44] Sehsaal, Wien, Österreich
- 2023: MADI Universe 77: miniMADImax,[45] Saxon Art Gallery, Budapest, Ungarn
- 2023: Encore nous ...:Biennale Internationale d’art non-objectif de la ville Pont de Claix,[46]  Moulins de Villancourt, Le Pont-de-Claix, Frankreich
- 2023: Kunstspektrale,[47] (eine Zusammenarbeit mit den Görlitzer Sammlungen für Geschichte und Kultur und der Stiftung für Kunst und Kultur in der Oberlausitz), Barockschloss Königshain, Königshain
- 2023: Curating - Creating,[48] Galerie Abstract Project, Paris, Frankreich
- 2023: Réalités Nouvelles: Hors les murs,[49] kokoka Kyoto International Community House, (Paris und Kyoto sind Partnerstädte) Kyoto, Japan
- 2023: 77. Réalités Nouvelles,[50] Salon des Réalités Nouvelles, Paris, Frankreich
- 2024: Schöne Aussichten,[51] Kunstverein Bellevue-Saal, Wiesbaden, Deutschland
- 2024: Nicht abstrakt, Ganz konkret,[52] Museum Modern Art, Hünfeld, Deutschland
- 2024: Réalités Nouvelles: Hors les murs,[53] Wu Dengyi Art Museum, Taipeh, Taiwan
- 2024: Zeigt euch konkret!,[54] Kunstverein Wiligrad, Lübstorf, Deutschland
- 2024: 3D. Wegweisende Plastik der konkreten Gegenwart,[55] Museum Wilhelm Morgner, Soest, Deutschland

## Installationen im Öffentlichen Raum (Auswahl)
- 2002: Fernrohre (Tele-Visionen),[56] Regionalpark Rhein-Main
- 2007: Tele-Visionen II, Hamburger Sternwarte, Hamburg
- 2009: Blaue Blume,[57] Skulpturen im Park, Mörfelden-Walldorf
- 2010: Fernweh,[58] Skulpturenpark Meerseits, Wennigstedt, Sylt
- 2012: What about the Others (Installation zur Open-Air-Ausstellung Arche 2012),[59] Seligenstadt
- 2015: Mikado,[18] Skulpturen im Park, Mörfelden-Walldorf
- 2024: Mikado,[60] dauerhaft installiert in Altier, Frankreich

## Werke in Sammlungen (Auswahl)
- Museum Mathematikum, Gießen
- Centre pour le Constructivisme et l’Art Concret,[61] Bornem, Belgien
- Museum Pfalzgalerie Kaiserslautern
- Museum Modern Art Hünfeld
- Frauenmuseum, Bonn
- Kulturhistorisches Museum Görlitz
- Musée Tavet-Delacour, Frankreich
- Centre d’Art Contemporain Frank Popper, Marcigny, Frankreich
- LAC, Lieu d’art Contemporain, Sigean, Frankreich
- Artothek, Stadt Wiesbaden